# Russisch Geografisch Genootschap

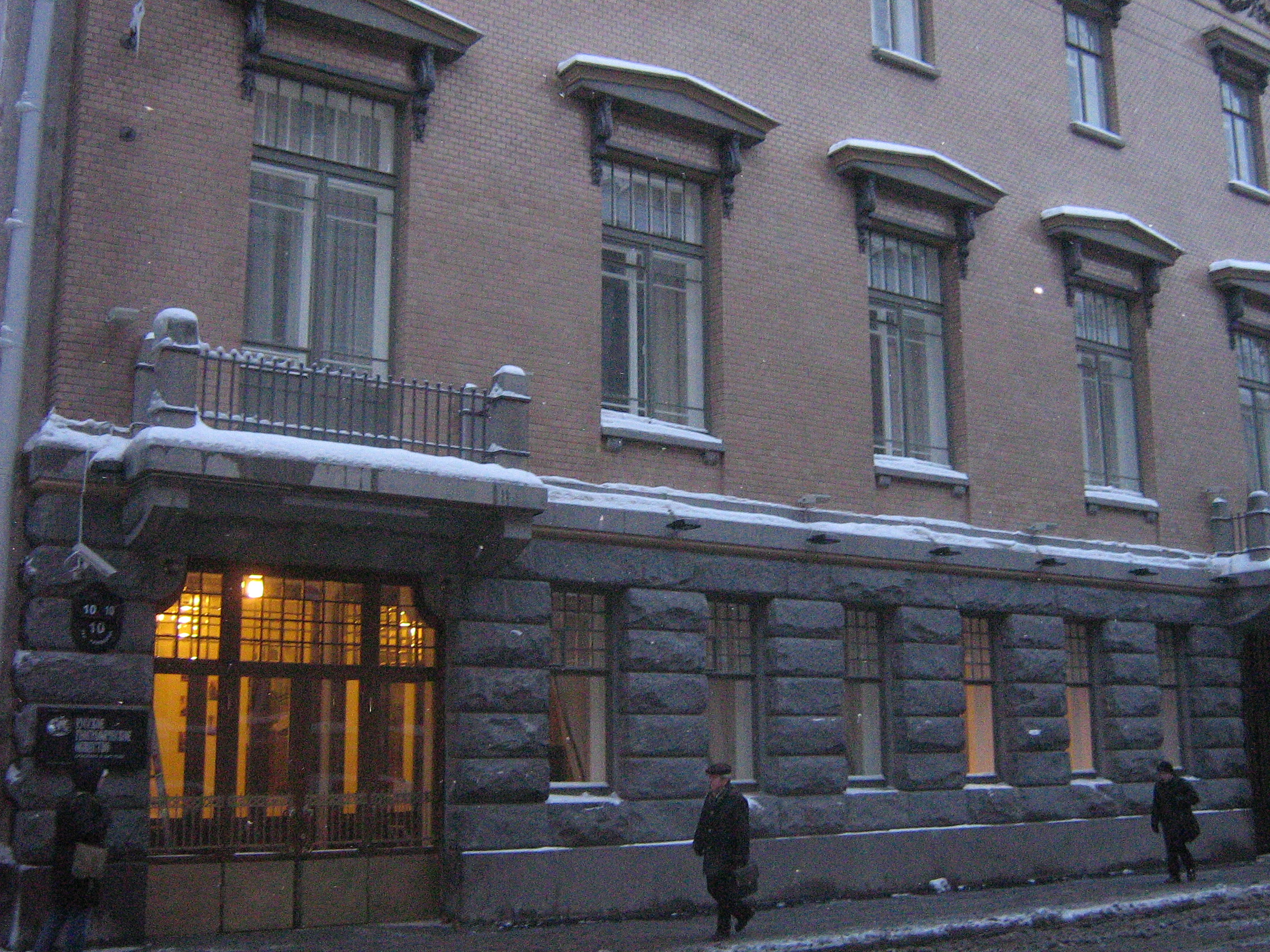

Het Russisch Geografisch Genootschap (Russisch: Русское географическое общество; Roesskoje geografitsjeskoje obsjtsjestvo) is het Russisch geografisch genootschap van geleerden. Het genootschap houdt zich bezig met het verzamelen en publiceren van geografische informatie. Het speelde een belangrijke rol bij de kennisvergroting over Siberië, het Russische Verre Oosten, Centraal- (Центральная Азия) en Midden-Azië (Средняя Азия), de oceanen en de ontwikkeling van navigatie, en de ontdekking en het onderzoek naar de nieuwe gebieden. De belangrijkste kantoren van het genootschap bevinden zich in Sint-Petersburg.

## Naam
Het Russisch Geografisch Genootschap werd op 6 augustus 1845 in Sint-Petersburg opgericht en is daarmee de op drie na oudste na die van Parijs (1821), Berlijn (1828) en Londen (1830). In 1850 werd de naam veranderd in Keizerlijk Russisch Geografisch Genootschap. Na de Februarirevolutie van 1917 werd het hernoemd tot zijn oorspronkelijke naam Russisch Geografisch Genootschap. Het genootschap veranderde in 1926 zijn naam naar het Staats-Geografisch Genootschap en in 1938 naar het Geografisch Genootschap van de USSR. In 1992 werd de naam opnieuw Russisch Geografisch Genootschap.

## Geschiedenis
Tot de stichters behoorden onder andere Fjodor Litke, Ferdinand von Wrangel, Vladimir Dal, Vladimir Odojevski, Friedrich von Struve en Karl Ernst von Baer. De officiële presidenten van het genootschap waren groothertog Constantijn Nikolajevitsj van Rusland van 1845 tot 1892 en groothertog Nikolaj Michailovitsj van Rusland van 1892 tot 1917, maar eigenlijk werd het geleid door de vicepresidenten; Fjodor Litke (1845-1850 en 1855-1857), graaf Michail Moeravjov (1850-1857), Pjotr Semjonov-Tjan-Sjanski (1873-1914) en Joeli Sjokalski (1914-1931)

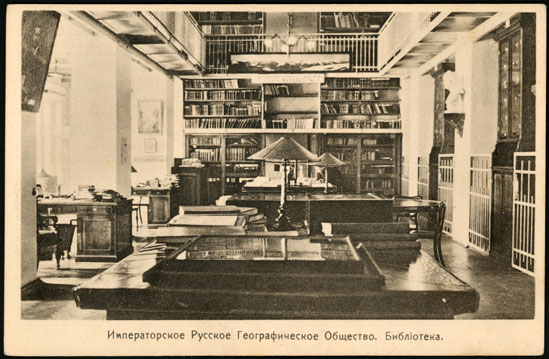
Bibliotheek van het genootschap rond 1900

Het keizerlijk genootschap bestond uit vier afdelingen, die zich specialiseerden in fysische geografie, mathematische geografie, etnografie en statistiek. Afdelingen van het genootschap werden gevestigd in de Kaukasus (1850), Irkoetsk (1851), Vilnius (1851), Orenburg (1868), Kiev (1873), Omsk (1877) en andere steden.
Het genootschap organiseerde en bekostigde de expedities van Pjotr Kropotkin, Semjonov-Tjan-Sjanski, Nikolaj Przjevalski, Nikolaj Mikloecho-Maklaj, Pjotr Kozlov, Vladimir Obroetsjev en Lev Berg. Het hielp bij het opzetten van de eerste poolstations in het Russische Rijk en was een van de eersten die gedetailleerde onderzoeken publiceerde naar Russische folklore en Oekraïense markten.
Het genootschap pionierde met een systematische verkenning van de Noordelijke Oeral van 1847 tot 1850, naar de verste uiteinden van de rivier de Amoer van 1854 tot 1863 en naar de uitgestrekte gebieden rond Kashgar in het huidige Sinkiang, Dzjoengarije en Mongolië vanaf de jaren zeventig van de 19e eeuw.
In de jaren 30 was Nikolaj Vavilov de voorman van het genootschap, waarna hij werd opgevolgd door Lev Berg in de jaren 40. 
Het Genootschap heeft gedurende zijn geschiedenis vele congressen belegd en heeft vier typen medailles uitgereikt, vernoemd naar Litke, Semjonov, Przjevalski en Semjon Dezjnjov. 
Tegen 1970 had het meer dan 2000 delen aan geografische literatuur gepubliceerd, waaronder het jaarlijkse Zapiski (vanaf 1846) en Izvestieja (vanaf 1865).